# Cerna
 Ovo je glavno značenje pojma Cerna. Za druga značenja pogledajte Cerna (razdvojba).
Cerna je općina u Hrvatskoj u Vukovarsko-srijemskoj županiji.

## Zemljopis
Prema svom zemljopisnom položaju i dnevnomigracijskim obilježjima općina Cerna pripada županjskoj Posavini.
Cerna se smjestila na istoku slavonske ravnice, na mjestu gdje se Biđ i Berava spajaju u Bosut. Biđ i Bosut imaju vijugav tok, a postoje i kanalizirane Bitulja i Krajc kanala, tako da je u Cerni izgrađeno čak devet mostova, a nekad ih je bilo dvanaest. Zbog toga je Cerna dobila nadimak "Mala Venecija".

## Stanovništvo
Po popisu stanovništva iz 2021. godine, općina Cerna imala je 3712 stanovnika, raspoređenih u 2 naselja:
- Cerna – 3019
- Šiškovci – 693

| broj stanovnika | 1814  | 1850  | 1891  | 2337  | 2547  | 2743  | 2453  | 2857  | 3385  | 4021  | 4383  | 4581  | 4428  | 4742  | 4990  | 4595  | 3712  |
|                 | 1857. | 1869. | 1880. | 1890. | 1900. | 1910. | 1921. | 1931. | 1948. | 1953. | 1961. | 1971. | 1981. | 1991. | 2001. | 2011. | 2021. |

| broj stanovnika | 1481  | 1475  | 1517  | 1852  | 2006  | 2097  | 1928  | 2316  | 2977  | 3554  | 3825  | 3938  | 3792  | 4117  | 4149  | 3791  | 3019  |
|                 | 1857. | 1869. | 1880. | 1890. | 1900. | 1910. | 1921. | 1931. | 1948. | 1953. | 1961. | 1971. | 1981. | 1991. | 2001. | 2011. | 2021. |

### Nacionalni sastav, 2011.
- Hrvati – 4574 (98,96 %)
- Mađari – 16 (0,35 %)
- Srbi – 10 (0,22 %)
- Makedonci – 6 (0,16 %)
- Bošnjaci – 4 (0,09 %)
- Albanci – 2 (0,04 %)
- Crnogorci – 2 (0,04 %)
- Slovaci – 2 (0,04 %)
- Nijemci – 1 (0,02 %)
- ostali – 2 (0,04 %)
- neopredijeljeni – 1 (0,02 %)
- nepoznato – 0

## Gospodarstvo
Proces industrijalizacije u Cerni snažnije je prisutan zadnjih petnaestak godina. Industrija ima dobre mogućnosti za snažniji razvoj (agrarna proizvodnja, stočarstvo, šumsko bogatstvo, prometni položaj, radna snaga) pogotovo prehrambene i drvne industrije.
Proces deagrarizacije koji je posljedica industrijalizacije i urbanizacije uvjetuje razne strukturne promjene u stanovništvu i strukturi domaćinstava te djeluje na način agrarne proizvodnje. Na taj način ti procesi uvjetuju bitne promjene u broju poljoprivrednog stanovništva koji svoju egzistenciju sve više traži izvan agrarne djelatnosti. Višak poljoprivrednog stanovništva predstavlja glavni izvor radne snage za industriju.
Značajnu ulogu trebao bi imati i plovno – melioracijski kanal Dunav – Sava koji bi prolazio zapodnim dijelom bivše općine Županja (pravac Babina Greda – Cerna). Cerna uz Županju i Gunju ima najveći stupanj industrijalizacije zato što se tu nalaze industrijski pogoni.
Cerna ima dosta malen udio poljoprivrednog stanovništva. Ovdje je do izražaja došao proces industrijalizacije, deagrarizacije i dnevne pokretljivosti radne snage prema obližnjim industrijskim centrima Vinkovcima i Županji.
Pretpostavka je buduće koncentracije stanovništva da će se stanovništvo sve više koncentrirati u sada urbaniziranom naselju Cerna. Uz brojne druge važne funkcije (trgovačke, obrtničke i zdravstvene, obrazovne, prometne, kulturne, sportsko – rekreativne i druge) stupanj razvijenosti industrije prvenstveno kao mjesto rada, ima također vrlo važan utjecaj na razinu centraliteta pojedinog naselja.

## Poznate osobe
- Željko Begović – akademski slikar
- Marinko Bošković – književnik
- Matija Čop – atletičar i modni dizajner
- Matej Magdić – glazbenik
- Mato Godanj – književnik
- Dr. sc. Josip Kasać, dipl. ing. – redoviti profesor na Fakultetu strojarstva i brodogradnje Sveučilišta u Zagrebu
- Dr. sc. Vlatko Previšić – bivši dekan Filozofskog fakulteta Sveučilišta u Zagrebu
- Krunoslav Rendulić – nogometaš

## Obrazovanje
U Cerni se nalazi Osnovna škola Matija Antun Reljković, s područnom skolom u Šiškovcima.
Cerna je bila središte satnije te se i u Spomenici pretpostavlja da i 1764. mogla biti godina osnivanja škole. Međutim, da je škola postojala i prije 1764., može se zaključiti iz nekih Reljkovićevih stihova upućenih Slavoncima. Stihove u kojima potiče Slavonce "neka mole svitlu caricu" da im otvara škole nađeno je u prvom ali i kasnijim izdanjima "Satira", ali ne i stihove u kojima se govori da su im molbe uslišane.
Prvi učitelj o kojem imamo podatke je Martin Vraničić. Škola je bila trivijalna, u to vrijeme je to bio najniži tip škole, i u njoj se kao i u drugim trivijalnim školama učio trivij: čitanje, pisanje i računstvo i to na njemačkom jeziku, a samo se preporučavalo da se vodi računa o domaćem – slavonsko "rackom" jeziku.

## Kultura
KUD Tomislav Cerna osnovano je 1975. godine. Pri KUD-u djeluje i tamburaška sekcija. Plešu i pjevaju izvorne plesove Cerne.
Udruga pisaca i pjesnika "Žubor Slavonske Riječi"
Osnovano je 16.veljače 2006. sa sjedištem u ulici K. Tomislava 22.

## Šport
- NK Tomislav Cerna
- Sportsko ribolovna udruga "Šaran" Cerna
- Rukometni klub "Multinorm" Cerna
- Taekwon-do klub "Sokol" Cerna
- Teniski klub "Buzga"
- Šporsko ribolovno društvo "Šaran" Cerna – Šiškovci

## Vanjske poveznice
- Službene stranice
- Cerna Online